# Bat-Ochiryn Bolortuyaa
Bat-Ochiryn Bolortuyaa (født 15. maj 1997) er en mongolsk bryder, der konkurrerer i fristil.
Hun repræsenterede Mongoliet under sommer-OL 2020 i Tokyo, hvor hun vandt bronze i 53 kg.